# Palpada gagathina
Palpada gagathina är en tvåvingeart som först beskrevs av Jacques-Marie-Frangile Bigot 1887.  Palpada gagathina ingår i släktet Palpada och familjen blomflugor.
Artens utbredningsområde är Ecuador. Inga underarter finns listade i Catalogue of Life.